# Józef Piński
Józef Piński (ur. 1 stycznia 1932, zm. 2 lutego 2017 w Szczecinie) – polski bokser i trener bokserski, mistrz i wicemistrz Polski.
Startował w wadze lekkopółśredniej (do 63,5 kg). Był w niej mistrzem Polski w 1960, wicemistrzem w 1955, 1958, 1959 i  1962 oraz brązowym medalistą w 1957 i 1961.
W latach 1955–1956 trzykrotnie wystąpił w reprezentacji Polski, ponosząc 3 porażki.
Z wyjątkiem dwuletniego okresu służby wojskowej, kiedy walczył w Zawiszy Bydgoszcz, reprezentował Pogoń Szczecin. 
Pokonał m.in. Kazimierza Paździora, Mariana Kasprzyka i Jerzego Kuleja. Kuleja pokonał dwa razy, raz z nim zremisował i raz przegrał wskutek kontuzji.
Po zakończeniu kariery zawodniczej został trenerem bokserskim. Jego podopiecznymi byli m.in. olimpijczycy Krzysztof Pierwieniecki i Ryszard Czerwiński.
Został pochowany 8 lutego 2017 na cmentarzu Centralnym w Szczecinie kwatera 46 B.
Jego starszy brat Jan również był znanym bokserem, mistrzem Polski.